# 구 (천문학)

화성같은 외행성의 동구와 서구

구(矩, quadrature)는 태양과 한 천체가 이루는 이각(elongation)이 90도인 상태이다. 외행성의 위치를 기술할 때 중요하며, 달의 경우 상현과 하현 무렵이 된다.
서구에 있는 천체는 태양보다 서쪽이고 동구에 있는 천체는 태양보다 동쪽에 있다. 내행성은 기준 행성에서 볼때 구에 올 수 없다.

태양의 거리는 유한하므로 태양과 달이 지구 하늘에서 수직일때, 달은 반달보다 조금 더 차있는 모습이 된다.

지구에서 볼때 어떤 천체가 구에 있을 때, 그 천체에서 보는 지구는 반달과 같은 위상을 가진다.

## 같이 보기
- 점성술의 각